# 산팽나무
산팽나무(山---)는 삼과의 갈잎큰키나무이다. 학명은 Celtis aurantiaca이다.
한국의 경상북도, 충청북도, 강원도 이북에서 자란다. 나무껍질은 흑회색에서 회갈색이다. 잎은 어긋나며 거꾸로 된 넓은 달걀 모양으로 길이 10~20 cm, 너비 9~16cm이다. 팽나무와 달리 잎 끝이 꼬리처럼 길게 뾰족해지고 윗부분은 결각 모양이거나 둥글다. 꽃과 열매는 팽나무와 비슷하다.